# Alejandro Gardinetti
Alejandro Gardinetti es un humorista y actor argentino conocido como el rey del chiste corto. Incursionó en televisión, radio, teatro.

## Biografía
Nació en La Plata el 8 de marzo de 1961. Cursó su primaria en el Colegio San Juan Bautista de La Plata y su secundaria en el Colegio Nacional en la misma localidad.
Inició su trayectoria en televisión con Juan Alberto Badía y, luego de estudiar durante dos años la carrera de Derecho en la Universidad de la Plata, decidió abandonar la carrera de abogacía para dedicarse a su carrera profesional en el mundo de la comedia. 

## Carrera

### Radio
- En 1992 ingresó a Radio Rivadavia poniendo su cuota de chistes a los distintos programas de la emisora.[3]
- Durante seis años en Rapidísimo con Héctor Larrea.[3]
- Con Eduardo Colombo en El gallo loco.
- Con Juan Alberto Mateyko en La Movida.[2]
- Con Ricardo Guazzardi en La Revista.
- En Radio Continental con Nelson Castro.[5]
- En Radio Belgrano con Tete Coustarot.
- Por su trabajo en las distintas emisoras fue nominado seis veces al premio Martin Fierro en el rubro labor humorística.[6]
- En el año 2012 gana el premio Martin Fierro cómo mejor humorista de radio de ese año.[7]
- Actualmente trabaja en Radio Rivadavia de 9 a 12.[8]
- En el programa de Beto Casella en Rock & pop.
- En Uruguay en Radio Cero con El Gran Gustaff.

### Televisión
Trabajó en los cinco canales de aire de la República Argentina.
En TELEFÉ:
- Participó en los programas de La Peña de morfi, con Gerardo Rozin y Jesica Cirio.[9]
- En La Estación de Landriscina con Luis Landriscina.

En CANAL 13:
- Trabajó en Bienvenidos a bordo, programa conducido por Guido Kaczka.
- En Estudio 13 con producción de Héctor Cavallero.

En CANAL 9:
- Proyecto casino con Adriana Salgueiro.[4]
- Que mañana con Ariel Rodríguez Palacios, donde fue nominado por Aptra al Martín Fierro cómo mejor labor humorística en TV, compartiendo la terna con Fátima Flores y Diego Capusotto.[10]

En AMÉRICA TV:
- Animales sueltos con Alejandro Fantino.[2]
- Polémica en el Bar con Mariano Iúdica.

En la TV PÚBLICA:
- Ricos y sabrosos con Pablo Alarcón y Ginette Reynal.
- Desayuno con Víctor Hugo Morales.

### Proyección Internacional
- Realizó shows en Uruguay, Chile, Colombia, Panamá y Miami.
- En Miami en el canal Univision, tuvo participaciones en el programa Don Francisco presenta del animador chileno Mario Kreutzberger, conocido popularmente cómo Don Francisco.
- En Colombia durante cinco años trabajó en La Cadena Caracol en el programa Festival Internacional del humor.[1]
- En Chile participó del programa Venga Conmigo del Pollo Fuentes,y por el canal La Red en el programa cada día mejor con Alfredo Lamadrid.[4]
- Actualmente en Uruguay participa en Radio Cero con El Gran Gustaff.